# Корфовський
Ко́рфовський (рос. Корфовский) — селище міського типу у складі Хабаровського району Хабаровського краю, Росія. Адміністративний центр Корфовського міського поселення.

## Населення
Населення — 5733 особи (2010; 5823 у 2002).

## «Хабаровськ-47»
Неподалік селища, в тайзі, знаходиться «Об'єкт 1200», або «Хабаровськ-47» (в/ч 25625) — одна з центральних баз зберігання ядерної зброї 12-го головного управління МО РФ